# Acné conglobata
 Mise en garde médicale
L'acné conglobata est une maladie dermatologique inflammatoire rare et sévère se manifestant par des comédons, des nodules, des abcès et des sinus drainants malodorants.

## Épidémiologie
Cette maladie affecte généralement des hommes entre 18 et 30 ans et peut persister très longtemps, souvent jusqu'à environ 40 voire 50 ans.

## Prédispositions
Bien qu'elle se manifeste souvent en présence d'une acné déjà active, elle peut également survenir chez des personnes dont l'acné a disparu. Bien que la cause de ce type d'acné soit inconnue, elle est associée à la testostérone et touche donc principalement les hommes. Elle peut être causée par un abus de stéroïdes anabolisants et apparaît parfois après l'arrêt d'un traitement à la testostérone. Elle peut également survenir chez les personnes atteintes d'une tumeur libérant de grandes quantités d'androgènes, ou chez les personnes en rémission de maladies telles que la leucémie. Chez certaines personnes, l'affection peut être déclenchée par une exposition à des hydrocarbures aromatiques ou l'ingestion d'halogènes,.

## Description
L'acné conglobata est une variante inflammatoire sévère de l'acné. Des papules, papulonodules, nodules et pustules inflammatoires peuvent fusionner, et des abcès cutanés peuvent former des sinus interconnectés,. Des saignements ou un drainage des plaques acnéiformes peuvent être présents. Les signes systémiques observés dans l'Acné fulminans sont absents. L'acné conglobata, composante de la tétrade d'occlusion folliculaire, peut être observée en cas d'Hidradenitis suppurativa, de kyste pilonidal et de cellulite disséquante du cuir chevelu Le visage, le thorax, le dos et les fesses peuvent être touchés,.

## Pathophysiologie

### Microbiologique
Même si la présence de bactéries à gram positif sont fréquemment présentes dans les plaies infectées, il n'y a pas de cause microbiologique connue à l'acné conglobata. Certaines d'entre elles comme Cutibacterium acnes,bactérie commensale de la peau, pourraient exacerber l'inflammation. La bactérie Mycobacterium chelonae est toutefois capable de provoquer une pathologie ressemblant l'acné conglobata.

## Traitements
Le traitement le plus courant est l'isotrétinoïne, un médicament contre l'acné. Elle peut être associée à la prednisone. Des antibiotiques tels que la dapsone, la tétracycline ou l'érythromycine peuvent également être prescrits. Une option thérapeutique par laser au dioxyde de carbone, suivie d'un traitement topique par trétinoïne, a été décrite. Une intervention chirurgicale peut être nécessaire pour retirer les nodules volumineux. Alternativement, les nodules peuvent être injectés avec des corticostéroïdes tels que la triamcinolone.